# 小蛏蚌属
小蛏蚌属（学名：Parvasolenaia）为蚌科的一个属。

## 下属物种
本属包括以下物种：
- 新三角小蛏蚌 Parvasolenaia neotriangularis (He & Zhuang, 2013)
- Parvasolenaia rivularis (Heude, 1877)
- 三角小蛏蚌 Parvasolenaia triangularis (Heude, 1885)